# De Oude Knegt

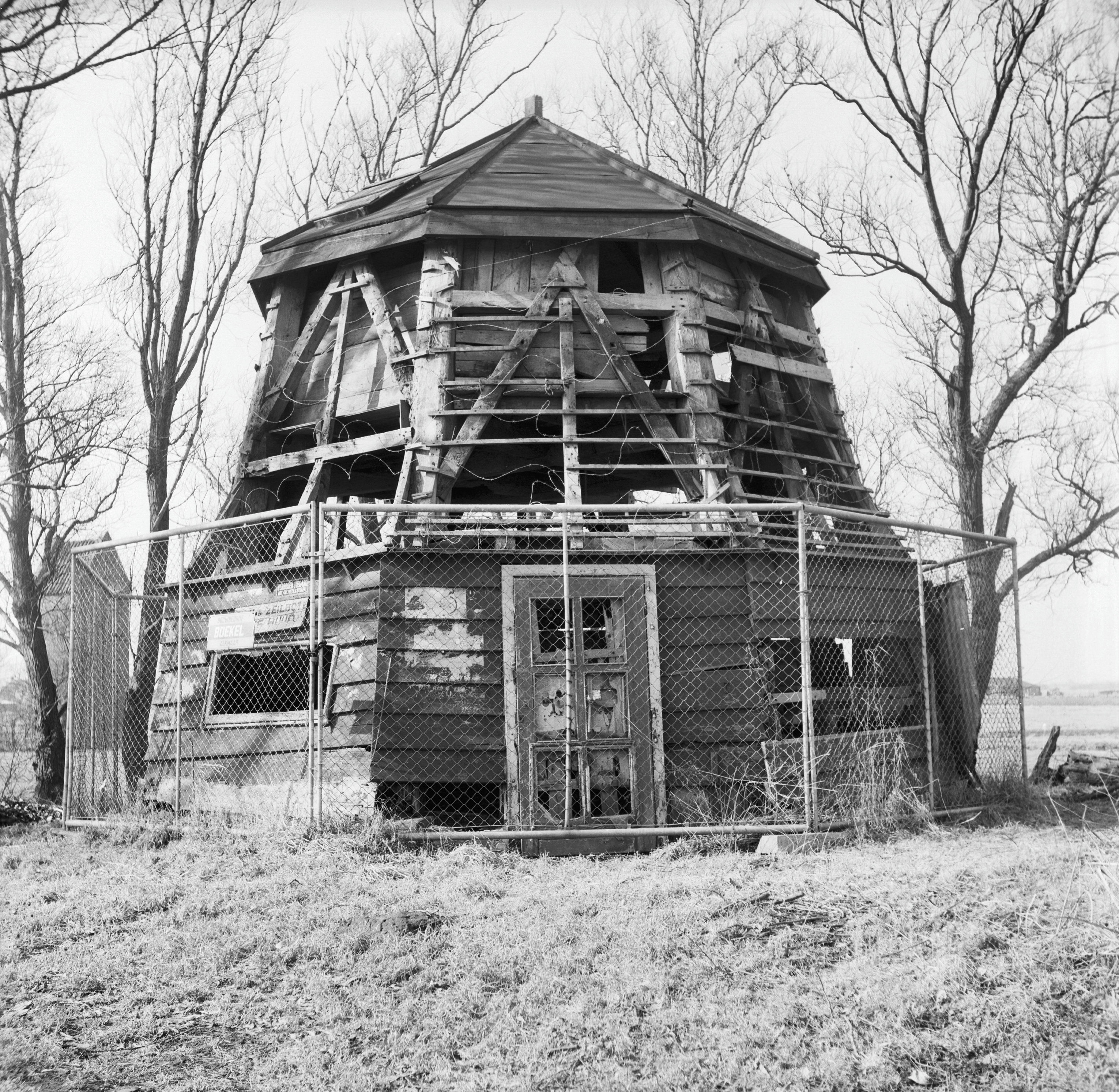
Molenrestant op dezelfde plaats in maart 1979

De Oude Knegt is een rietgedekte korenmolen in Akersloot.
Na lokale initiatieven in de jaren 70 is in Akersloot in 1981 de voorganger van deze korenmolen herbouwd. Hij is gebouwd naar model van een oude korenmolen uit het dorp die in 1925 al grotendeels gesloopt was.
Deze molen is in de nieuwjaarsnacht van 2000 op 2001 getroffen door een vuurpijl en volledig afgebrand. Het achtkant bleef eerst staan, maar was uiteindelijk te slecht om te behouden. De molen is daardoor weer helemaal opnieuw opgebouwd en is sinds begin 2004 weer in bedrijf.
De molen draait en maalt nu weer regelmatig, vaak op zaterdagen, en is dan te bezoeken.